# Q Lazzarus
Q Lazzarus (bürgerlich Diane Luckey, * 12. Dezember 1960 in Neptune Township, New Jersey; † 19. Juli 2022) war eine US-amerikanische Sängerin, die durch das in mehreren Soundtracks verwendete Lied Goodbye Horses bekannt wurde.

## Leben und Werk
Diane Luckey wurde 1960 im Neptune Township als jüngstes von sieben Kindern ihrer Eltern geboren. Mit 18 Jahren zog sie nach New York City, um dort eine Karriere als Musikerin zu verfolgen. Sie nahm Musik auf und trat auch als Sängerin auf. Nebenbei arbeitete sie in verschiedenen Nebenjobs, unter anderem als Taxifahrerin.
Einer ihrer Taxifahrgäste  war der Filmemacher Jonathan Demme, der während der Fahrt eine Demoaufnahme von ihr hörte. 1986 nutzte er ihren Song The Candle Goes Away in seinem Film Gefährliche Freundin. 1988 verwendete Demme ihren Song Goodbye Horses im Soundtrack seiner Filmkomödie Die Mafiosi-Braut. Drei Jahre später setzte Demme das Stück erneut in seinem nächsten Film Das Schweigen der Lämmer ein. Das Lied dient dort als Hintergrundmusik für eine Szene, in der ein von Ted Levine gespielter Serienmörder vor einem Spiegel tanzt. Durch den Erfolg des Filmes wurde das Stück bekannter und es folgte eine Veröffentlichung als Single auf dem Plattenlabel All Nations Records mit dem Stück White Lines auf der B-Seite.
Goodbye Horses blieb ihr bekanntestes Lied. Es wurde später unter anderem in Clerks 2, Alexandre Ajas Maniac, dem Grand-Theft-Auto-IV-Soundtrack, dem Videospiel Skate 3 und den Fernsehserien Family Guy und Nip/Tuck – Schönheit hat ihren Preis verwendet. 1996 coverte die kanadische Elektropop-Band Psyche das Stück und veröffentlichte es auf ihrem Album Strange Romance. Auch die 2011 veröffentlichte EP The Hunter von Kele Okereke enthielt eine Coverversion von Goodbye Horses.
In Demmes 1993 erschienenem und mehrfach Oscar-prämiertem Drama Philadelphia trat Q Lazzarus in einer kleinen Nebenrolle als Sängerin auf, die eine Coverversion von Talking Heads’ Heaven sang.
Trotz des Erfolges mit Goodbye Horses erhielt sie nie einen Plattenvertrag. Diane Luckey arbeitete danach hauptberuflich wieder als Taxi- bzw. Busfahrerin in New York City. Ihr Aufenthaltsort war der Öffentlichkeit unbekannt, was immer wieder zu Spekulationen in den Medien führte.
Die Filmemacherin Eva Aridjis arbeitete von 2019 bis zum Tod der Sängerin mit ihr an einem Dokumentarfilm mit dem Titel Goodbye Horses: The Many Lives of Q Lazzarus.
Q Lazzarus starb am 19. Juli 2022 nach kurzer Krankheit im Alter von 61 Jahren.